# Coryneum foliicola
Coryneum foliicola är en svampart som beskrevs av Fuckel 1870. Coryneum foliicola ingår i släktet Coryneum och familjen Pseudovalsaceae.   Inga underarter finns listade i Catalogue of Life.